# Kolding Å

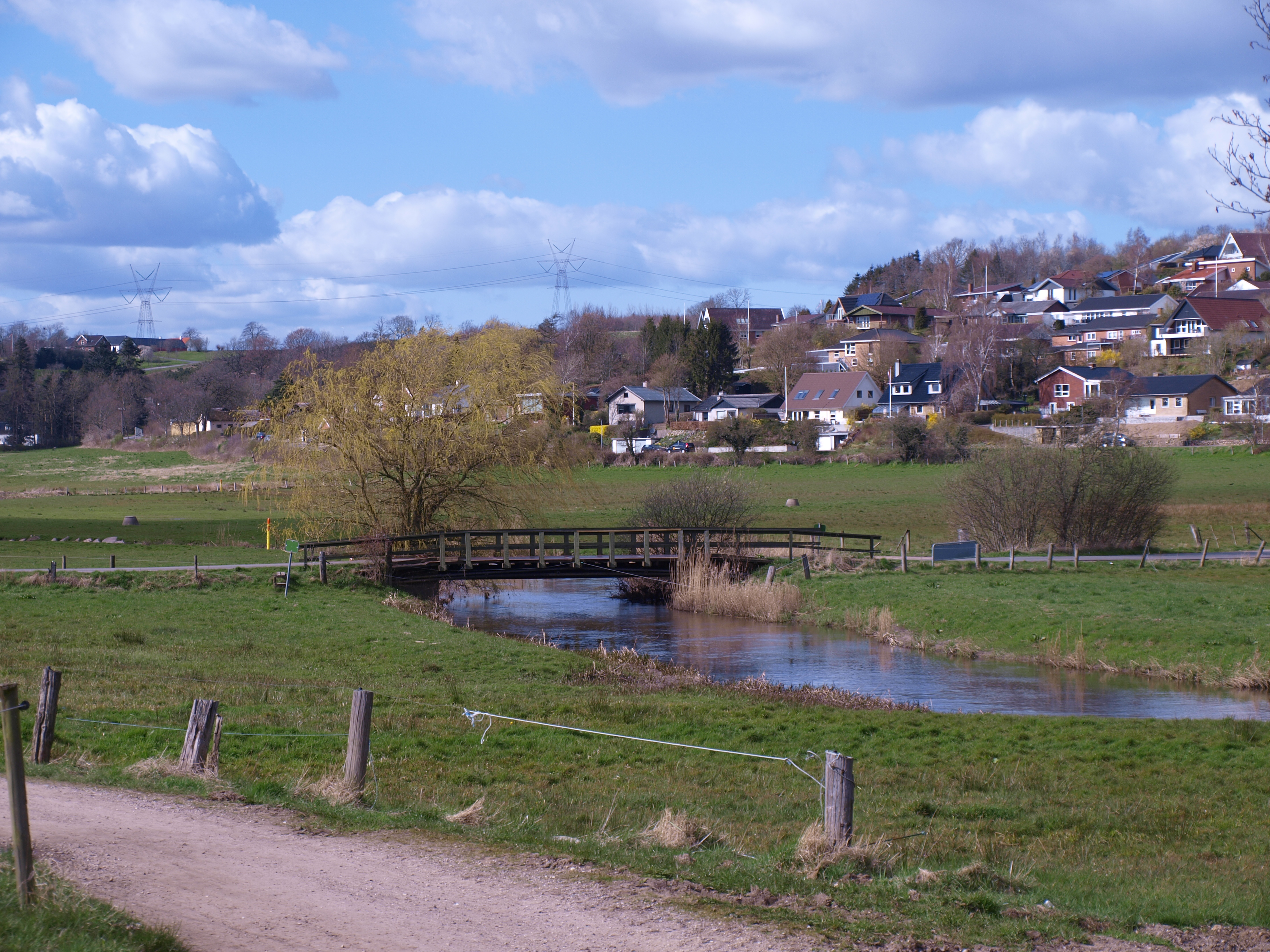
Plovfuren, Brücke über die Kolding Å, 2015

Die Kolding Å ist ein 9 km langes Fließgewässer in der Kolding Kommune in Dänemark, das durch die Stadt Kolding fließt. 

## Verlauf
Der Fluss beginnt ca. einen Kilometer östlich von Ejstrup, wo der Fluss Vester Nebel Å, der aus dem Norden kommend zusammenfließt mit dem Fluss Åkær Å, der von Westen kommt und so gemeinsam die Kolding Å bildet. Der Fluss fließt durch das Tal der Kolding Å, dann durch die Stadt Kolding und mündet in den Kolding Fjord beim Hafen.

## Kolding Å als Zollgrenze
Bereits ab dem 13. Jahrhundert bildete die Kolding Å zusammen mit der Kongeå die Grenze zwischen dem Herzogtum Schleswig und dem Königreich Dänemark. Seit dem 16. Jahrhundert bis 1850 waren die Kolding Å und die Kongeå Zollgrenze zwischen Schleswig und Dänemark. Obgleich beide Gebiete zum „Dänischen Gesamtstaat“ gehörten, also dem dänischen König unterstanden, musste man beim Überschreiten der Grenze Zoll bezahlen.

## Sportfischerei
In der Kolding Å leben aufgrund des sauberen Wassers und des natürlichen Laufes Forelle, Hecht, Brassen, Barsch, Bachforelle, Regenbogenforelle, Lachs, Aal und Flunder. Für die Sportfischerei sind jedoch Angellizenzen erforderlich, da die Fischereirechte im Besitz der Kolding Sportsfiskerforening (deutsch Kolding Sportfischervereinigung) sind.

## Wassersport
Es ist erlaubt, Wassersport auf der Kolding Å zu betreiben, allerdings nur mit einem Kanu, Kajak, Ruderbooten und anderen Wasserfahrzeugen ohne Motorantrieb.
Die Strecke von Vestre Ringgade bis zum Kolding Fjord ist für Motorboote zugelassen, aber mit maximal 3 Knoten Geschwindigkeit und mit begrenztem Lärm.
Das Bootfahren ist auf anderen kommunalen Wasserläufen nicht erlaubt.